# György Jánosházy
György Jánosházy (n. 20 iunie 1922, Cluj – d. 20 februarie 2015, Târgu Mureș) a fost un poet, traducător și critic literar maghiar din Transilvania.

## Biografie
A absolvit Colegiul Unitarian din Cluj (1942), Universitatea Bolyai din Cluj (1946) și Institutul de Teatru „Szentgyörgyi István” (1952). A lucrat ca funcționar la Banca de Economii și Credit din Cluj (1943-1945), apoi redactor la revistele Erdély (1945-1948) și Igazság (1948), dramaturg și regizor la Opera Maghiară din Cluj (1949-1958), redactor la revista Művészet din Târgu Mureș (1958), cronicar literar și artistic la Korunk (1958-1963), redactor și redactor-șef adjunct (1969-1990) la Igaz Szó din Târgu Mureș. Între anii 1990-1991 a fost redactor-șef adjunct la revista Látó.
A publicat primele poeme în ziarul Újság din Budapesta (1943). Scrierile sale au apărut în publicațiile Népszava, Új Idők, Híd, Forrás, Kortárs și Nagyvilág din Budapesta, precum și în Erdélyi Helikon, Utunk, A Hét, Előre, Művészet, Új Élet, Korunk și Igaz Szó din România. A tradus în limba maghiară poeziile lui Mihai Eminescu, Alexandru Philippide, Ion Barbu, Dan Deșliu (1955) și Geo Bogza (1959), proză scrisă de Tudor Arghezi (1963), piesa Act venețian de Camil Petrescu (1969) sau poezii scrise de Ion Pillat (1974). A mai tradus și romanul Labirintus de Francisc Păcurariu (1979).
Competențele sale de limbă engleză, franceză, italiană, spaniolă, catalană și germană au deschis literatura universală către intelectualitatea maghiară din Transilvania. 
În anul 2012 a obținut Premiul Editorilor Maghiari din România.

## Scrieri
- Az őrült nagyúr jármában (versuri, Cluj, 1947);
- Három klasszikus dráma (studii, 1964);
- Fehér kövön fekete kő (versuri spaniole și portugheze, 1965);
- Bábel tornya (dramă, 1966);
- Százegy szonett (traduceri, 1968);
- Rím és rivalda (eseuri și critică, 1969);
- Körtánc fantomokkal. Modern katalán költők (traduceri, 1972);
- Csillagok osztályosa (poezii traduse, 1973);
- Incze János (monografie, 1977);
- Korok, emberek (esszék, tanulmányok, Kv. 1978);
- Bene József (monografie, 1980);
- Lepkék szekrényben, (versuri, 1994);
- Innen semerre (versuri, Budapesta, 1995);
- Vágtató lovak (traduceri, 1998);
- Böllérek miséje (versuri, 1999);
- Kákonyi Csilla (monografie, 1999);
- Barabás Éva (monografie, 2001);
- Úszó sziget (versuri, 2002);
- Marx József (monografie, 2002);
- Bagolytükör (versuri, 2004);
- Shakespeare 77 szonettje (2005);
- Vízöntő (versuri, 2005);
- Megrontó szerelem (traduceri, 2006);
- Michelangelo Buonarotti 77 szonettje (2008).

## Premii
- Crucea de Aur pentru Merit a Republicii Ungare  (1997)[3]
- Premiul Arany János (2003)